# Henryk Stalens
Henryk Stalens (ur. 13 lutego 1876 w Wattrelos, zm. 8 lipca 1956 w Livry-sur-Vesle) – częstochowski przemysłowiec francuskiego pochodzenia, powstaniec śląski.

## Życiorys
Urodził się w 1876 roku w regionie Hauts-de-France. Pracował w fabryce włókienniczej w okolicach Roubaix, należącej do rodzin Motte i Meillassoux. W 1895 roku został wysłany do Częstochowy, gdzie został urzędnikiem w fabryce Motte, Meillassoux i Canliez, gdzie pracował z przerwami do 1933 roku dochodząc do stanowiska dyrektora zakładu. Był także dyrektorem i głównym udziałowcem Fabryki Kapeluszy w Częstochowie i Wytwórni Wyrobów Trykotowo-Dzianych "Runo". Podczas I wojny światowej okupanci niemieccy zarekwirowali fabrykę jako należącą do obywatela francuskiego, a jej mienie częściowo rozkradziono. Stalensowi udało się jednak ukryć i uratować maszyny, za co uhonorowany został Orderem Odrodzenia Polski.
Był zaangażowany w działalność społeczną i charytatywną, wspomagał Towarzystwo Dobroczynności dla Chrześcijan, Towarzystwo Opieki nad Bezdomnymi Dziećmi, Schronisko Towarzystwa Ochrony Kobiet i częstochowski PCK. W 1922 roku był jednym z założycieli i członkiem honorowym Klubu Sportowego "Victoria" oraz członkiem zarządu Towarzystwa Budowy i Eksploatacji Teatru i Straży Ogniowej Ochotniczej. W 1936 roku rząd francuski odznaczył go Legią Honorową.
W latach 30. mieszkał w Częstochowie wraz z rodziną na pierwszym piętrze nowoczesnej kamienicy przy dzisiejszej ulicy Kościuszki 14.
We wrześniu 1939 roku Henryk Stalens wraz z rodziną próbował wyjechać do Francji, ale w Zaleszczykach rodzinę zatrzymały wojska sowieckie. Przez pół roku byli przetrzymywani w więzieniu we Lwowie. Ze względu na zły stan zdrowia Stalensa oraz wpłacenie okupu rodzinie pozwolono ostatecznie wyjechać do Francji.
Z małżeństwa z Marie Houze miał syna Andre, który ożenił się z częstochowską aktorką, Julią Młynarczyk. Ich córka Monique Yvette jest matką aktorki Juliette Binoche.